# Valladolid (provins)
Valladolid är en provins i den autonoma regionen Kastilien och León i västra Spanien.
Provinsen är en av 49 provinser som Spanien år 1833 indelades i. Valladolid gränsar till provinserna Zamora, León, Palencia, Burgos, Segovia, Ávila, och Salamanca.
Av provinsens 720 157 (2005) invånare bor två tredjedelar i huvudstaden Valladolid, vilken också är huvudstad i den autonoma regionen. Det finns 225 kommuner i provinsen av vilka fler än en tredjedel har ett invånarantal på mindre än 1 000 personer. Valladolid är Castilla y Leons ekonomiska center.